# T-Rex (film 2003)
T-Rex – polski film krótkometrażowy (13 min). 

## Fabuła
Po śmierci ojca syn próbuje realizować polecenia, które ojciec nakazał mu przed śmiercią.

## Nagrody
- Błękitna Kijanka nagroda za najlepszy krótkometrażowy film dziesięciolecia 1997-2007, przyznana przez Internautów Kina Cineman, Międzynarodowy Festiwal Autorów Zdjęć Filmowych, "Camerimage" 2008
- Jańcio Wodnik za najlepszy film krótkometrażowy, Ogólnopolski Festiwal Sztuki Filmowej Prowincjonalia, Września 2004
- Brązowy OFF, Międzynarodowy Festiwal Filmów Niezależnych OFFensiva, Wrocław 2004
- Wyróżnienie - Festiwal Kina Amatorskiego i Niezależnego KAN, Wrocław 2004
- III nagroda, Student Film Festiwal "Węgiel", Cieszyn 2004
- Brązowa Kijanka, Międzynarodowy Festiwal Autorów Zdjęć Filmowych "Camerimage" 2003